# بارتولومي سيرانو
بارتولومي سيرانو (بالإسبانية: Bartolomé Serrano)‏ هو منافس ألعاب قوى إسباني، ولد في 5 مارس 1969.

## وصلات خارجية
- بارتولومي سيرانو على موقع الاتحاد الدولي لألعاب القوى (الإنجليزية)